# Schizophyllum lusitanum
Schizophyllum lusitanum är en mångfotingart som beskrevs av Karl Wilhelm Verhoeff 1895. Schizophyllum lusitanum ingår i släktet Schizophyllum och familjen kejsardubbelfotingar. Inga underarter finns listade i Catalogue of Life.